# 신상식
신상식(1937년 1월 8일~)은 대한민국의 정치인이다. 제11·12·13·14대 국회의원을 지냈다.

## 역대 선거 결과
|  | 42.58% |

|  | 42.50% |

|  | 50.37% |

|  | 36.61% |